# الرسوم الهيكلية

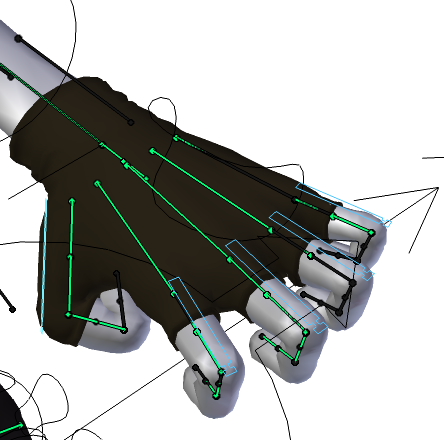
تستخدم "العظام" (باللون الأخضر) لتحريك أو توجيه اليد. عملياً غالباً ما يتم إخفاء "العظام" نفسها واستبدالها بأشكال أسهل في الاستخدام أو يتم تبديلها بشكل غير مرئيّ. في هذا المثال من مشروع برنامج بلندر المفتوح المصدر، تم تصغير هذه «المقابض» (باللون الأزرق) لثني الأصابع. لا تزال العظام تتحكم في الشكل (يتم تشويه الشكل بواسطة العظام)، لكن رسام الرسوم المتحركة لا يرى سوى المقابض.

اَلرَّسُوُمُ اَلْهَيْكَلِيَّةُ أو اَلتَّزْوِيرُ أو اَلتَّلَاَعُبْ هي تقنية في الرسوم المتحركة الحاسوبية عن طريقها تُمثَّل شخصية (أو أىّ كائن مفصليّ) في جزئين: تمثيل سطحيّ يستخدم لرسم الشخصية (يسمى الشبكة أو الجلد) ومجموعة هرمية من الأجزاء المترابطة (تسمى العظام، ومعاَ تكوِّن الهيكل العظمي أو نظام التلاعب)، وهي الهيكل الافتراضيّ المستخدم لتحريك (توجيه و حفظ وضعيات «أماكن») الشبكة. على الرغم من أنَّ هذه التقنية تُستخدم غالبًا لتحريك نماذج البشر والكائنات الحية الأخرى، إلا أنها تسَّهِل عملية إنشاء الرسوم، ويمكن استخدام نفس التقنية للتحكم في تشكيل أي شيء - مثل باب أو ملعقة أو مبنى أو مجرة. (يُقْصَد بالتشكيل أي تغير الشكل المفترض بواسطة تحريك العظام فيتشوه الشكل كما يظهر في الأفلام المتحركة).

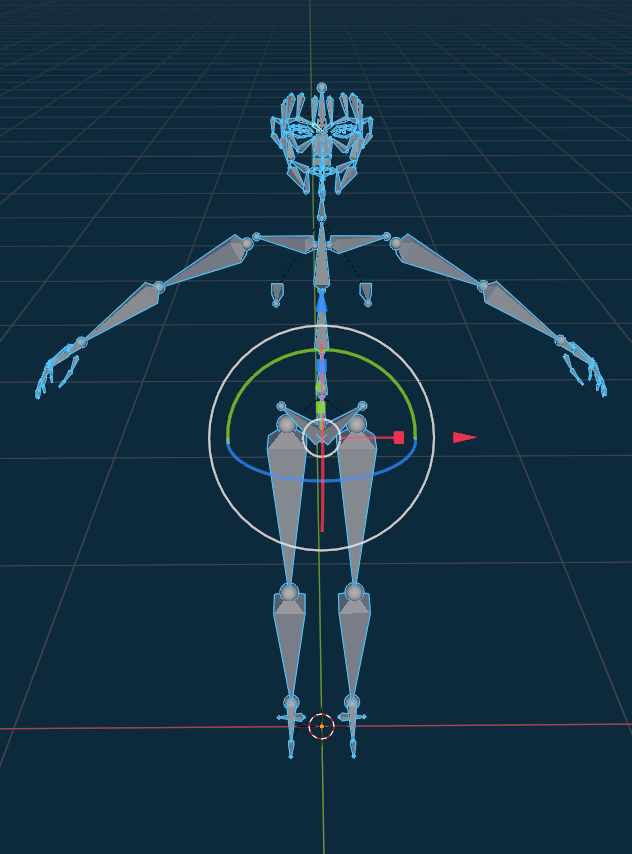

عندما يكون الكائن المراد تحريكه أَعَمّ من على سبيل المثال، شخصية بشرية، فإن مجموعة «العظام» ليس بالضروة أن تكون هرمية أو متصلة ببعضها (مترابطة) لكن المهم أن العظام تؤدي حركة الجزء المرجو تحريكه من الشبكة.

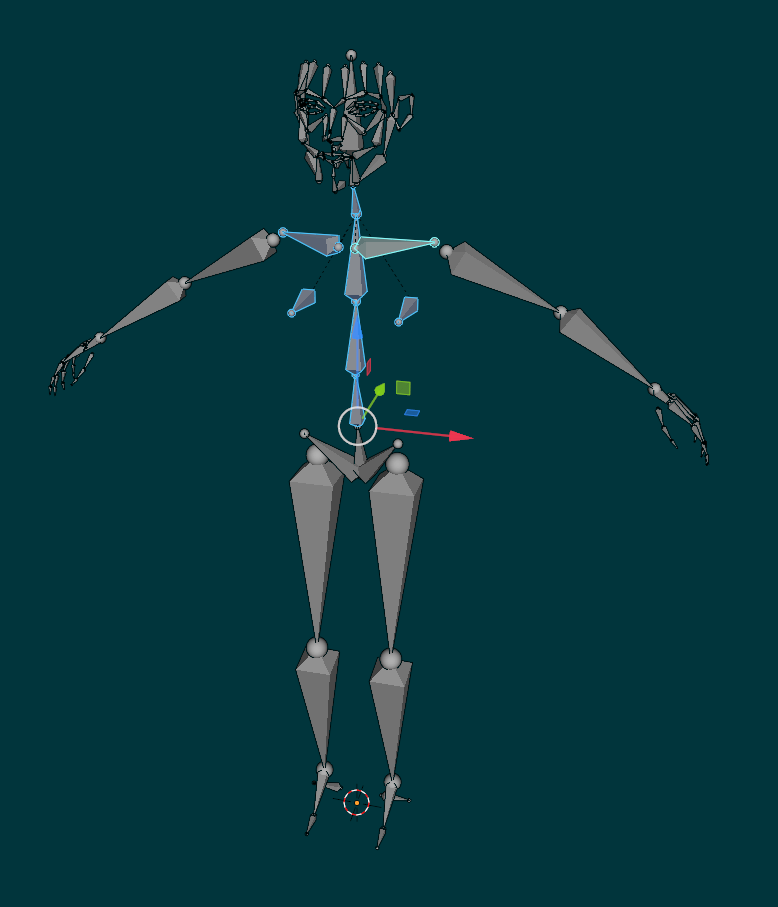

قُدَِمت التقنية في عام 1988 من قبل نادية ماجنات تالمان وريتشارد لابيريير ودانييل تالمان. تُستَخدم هذه التقنية في جميع أنظمة التحريك تقريبًا حيث كثيراَ ما تسمح واجهات مستخدم مبسطة للرسامين بالتحكم في خوارزميات معقدة. وكمية هائلة من الأشكال؛ ولا سيما من خلال تقنية الحركة العكسية وتقنيات أخرى موجهة (تخدم عملية إنشاء الرسوم). ومع ذلك فإن القصد من هذه التقنية من حيث المبدأ هو عدم تقليد الشكل الواقعى (تشريح حقيقى لكائن) أو حركة الواقع فيزيائياً ولكن فقط للتحكم في تشكيل الشبكة.

## التقنية
كما هو موضح في مقال تعليمي بقلم جوش بيتي: 
"نظام التلاعب يجعل شخصياتِنا قادرةً على الحركة. عملية التلاعب هي أن نأخذ تلك المنحوتة الرقمية ونبدأ ببناء الهيكل العظمي والعضلات ثم ربط الهيكل بالشخصية، ثم ننشئ أيضًا مجموعة من عناصر التحكم التي يستخدمها محركيّ الرسوم(صانعىّ الرسوم) لتحريك الرسوم.
هذه التقنية عبارة عن سلسلة من العظام (التي لا تحتاج إلى أن تتوافق مع أي سمة تشريحية في العالم الحقيقي)، والتي يشار إليها أحيانًا بالتزوير (التلاعب) بالمعنى الاسمي. تتميز كل عظمة بتحول ثلاثي الأبعاد (الْإِزاحة، الدَّوران، التَّحْجِيم) من وضعية تِ الافتراضية (والتي تتضمن موضعه ومقياسه ودورانه) وتخضع لعظمةٍ أم. لذلك تشكل العظام تسلسلاً هرميًا. التحول الكامل لعقدة الفرعية هو نتاج تحول العقدة الأم وتحولها نفسها. لذا فإن تحريك عظم الفخذ سيحرك (بالتبعية) أسفل الساق أيضًا. عند تحريك الشخصية تغير العظام تحولها بمرور الوقت بتأثير بعض متحكمات (أدوات التحكم) الرسوم المتحركة. يتكون النظام الهيكلىّ (نظام التلاعب) عامةً من جزئين: حركة أمامية وحركة عكسية التي قد تتفاعل مع بعضها البعض.في العرف تشير الرسوم الهيكلية إلى جزء الحركة الأمامية من النظام الهيكلى، حيث تُحَدَّد وضعية معينة بواسطة مجموعة من ترتيبات العظام.
ترتبط كل عظمة في الهيكل بجزء من الشخصية (الشبكة) خلال عملية تسمى السلخ (ربط الشبكة ثلاثية الأبعاد بالعظام حيث تتحرك العظمة فَتُحَرٍك كل جزء من الجسم مرتبطة به). في الحالة الأكثر شيوعًا لشخصية شبكية مضلعية(متعددة الأضلاع)، يرتبط العظم بمجموعة من الرؤوس وكمثال، في نموذج لإنسان سنربط عظمة الفخذ بالرؤوس التي تشكل مضلعات الفخذ في النموذج. وعادةً يمكن أن ترتبط أجزاء من جسم الشخصية بعدةِ عظام، ولكل منها عوامل تحجيم (تغيير الحجم) تسمى أوزان الرأس، أو أوزان المزج. وبالتالي فإن حركة أىِّ جزءٍ (من الشبكة) بالقرب من مفاصل عظمتين يمكن أن تتأثر بكلتا العظمتين. في معظم المحركات الرسومية الحديثة، تتم عملية السلخ بواسطة وحدة معالجة الرسوميات GPU بفضل برنامج تظليل(مظلل).
بالنسبة للشبكة متعددة الأضلاع، يمكن أن يكون لكل رأس وزن مخلوط لكل عظم. لحساب الموضع النهائي للرأس، يتم إنشاء مصفوفة تحويل لكل عظم والتي، عند تطبيقها على الرأس، تضع الرأس أولاً في مساحة العظام ثم تعيدها إلى مساحة الشبكة. بعد تطبيق مصفوفة على الرأس، يتم قياسها حسب وزنها المقابل. تسمى هذه الخوارزمية سلخ لوحة المصفوفة أو سلخ المزيج الخطي ،  لأن مجموعة التحولات العظمية (المخزنة كمصفوفات تحويل) تشكل لوحة لقمة الجلد للاختيار من بينها.

### المزايا والعيوب

#### نقاط القوة
- تمثل العظمة مجموعة من الرؤوس (أو أي جسم آخر يمثل شيئًا ما، مثل الساق)
  - يحتاج صانع الرسوم المتحركة إلى التحكم في عدد أقل من خصائص النموذج
    - يمكن لرسام الرسوم المتحركة التركيز على الحركة واسعة النطاق

  - تتحرك العظام بشكل مستقل.
- يمكن إنشاء الرسوم المتحركة عن طريق حركات بسيطة للعظام، بدلاً من تحريك رأس برأس (في حالة الشبكة متعددة الأضلاع).

#### نقاط الضعف
- لا تمثل العظمة سوى مجموعة من الرؤوس (أو كائن أخر)، وليس أكثر تجريدية أو مفاهيمية.
  - لا يوفر حركة عضلية أو جلدية واقعية. الحلول الممكنة لهذه المشكلة:
    - وحدات تحكم بالعضلات خاصة متصلة بالعظام.
    - التشاور مع خبراء علم وظائف الأعضاء، لزيادة دقة الواقعية العضلية الهيكلية مع محاكاة تشريح افتراضية أشمل.

## التطبيقات
الرسوم الهيكلية (بنظام الهيكل العظمى) هي الطريقة القياسية لتحريك الشخصيات أو الكائنات الميكانيكية لفترة طويلة من الوقت (عادةً ما يزيد عن 100 إطار). تستخدم بشكل شائع من قبل فناني الألعاب الرقمية وفي صناعة الأفلام، ويمكن أيضًا تطبيقها على الكائنات الميكانيكية وأي كائن آخر يتكون من عناصر ومفاصل صلبة.
يمكن لتقنية التقاط الأداء (أو التقاط الحركة) أنّْ تسرع من وقت تطوير الرسوم الهيكلية، بالإضافة إلى زيادة مستوى الواقعية.
بالنسبة للحركات التي لا يمكن تنفيذها عن طريق التقاط الأداء، تستخدم المحاكاة الحاسوبية حيث تحسب تلقائيًا فيزياء الحركة والمقاومة باستخدام الإطارات الهيكلية. إضافة خصائص التشريح افتراضية مثل وزن الأطراف ورد الفعل العضلي وقوة العظام وقيود المفاصل من أجل الحصول على تأثيرات واقعية مثل (: الارتداد والالتواء والكسر والانقلاب). تلك الخصائص تعرف باسم الأعمال المثيرة (المثيرات) الافتراضية. ومع ذلك فهناك استخدامات أخرى لمحاكاة التشريح الافتراضي مثل العسكرية  والاستجابة للطوارئ. يمكن استخدام الجنود الافتراضيين وعمال الإنقاذ والمرضى والركاب والمشاة للتدريب والهندسة الافتراضية والاختبار والفحص الافتراضي للمعدات. يمكن دمج تقنية التشريح الافتراضي مع الذكاء الاصطناعي لمزيد من التحسين لتقنية الرسوم المتحركة والمحاكاة.